# Pureté (religion)
La pureté (du latin puritas ou puritia) en tant que concept religieux est le fait d'être exempt de toute souillure ou de tout péché. Elle se définit fréquemment par opposition (à l'impureté, à la saleté), tant physiquement que spirituellement. Dans le domaine religieux, la pureté suppose souvent des rites de purification, notamment dans le judaïsme et le christianisme. Appliquée à la vie quotidienne, elle constitue un marqueur social qui détermine, entre autres, des règles alimentaires ou matrimoniales, comme dans l'hindouisme. 
La démarcation entre le pur et l'impur permet de distinguer des états « sacrés » qui concernent aussi bien des personnes que des lieux. Elle est également associée à la notion d'interdit.